# Arquidiócesis de Constantinopla
La arquidiócesis de Constantinopla (en griego: Ἱερὰ Ἀρχιεπισκοπὴ Κωνσταντινουπόλεως) es una arquidiócesis de la Iglesia ortodoxa que es la sede propia del patriarca de Constantinopla. El patriarca es la cabeza de la Iglesia ortodoxa de Constantinopla y a la vez gobierna la arquidiócesis por medio de metropolitanos titulares que encabezan los distritos. Su sede se halla en Fanar, en el distrito de Fatih, en la parte europea de Estambul (la antigua Constantinopla) en Turquía. Su titular lleva el título de arzobispo de Constantinopla, Nueva Roma, y patriarca ecuménico.
Constituye uno de los diez distritos eclesiásticos activos del patriarcado en territorio turco, junto con los metropolitanatos de Adrianópolis, Ancyra, Calcedonia, Derkos, Esmirna, Imbros y Ténedos, Islas de los Príncipes, Pisidia y Prusa.

## Historia
La diócesis de Bizancio fue establecida en el año 38. Cuando en 324 el emperador romano Constantino I decidió fijar su nueva capital en Bizancio dándole el nombre de Constantinopla, la primacía de la Iglesia ya la ostentaba el obispo de Roma. Entonces Constantino convocó en 325 el Primer Concilio Ecuménico celebrado en Nicea, en el que, además de tomar decisiones doctrinales, se procedió a organizar la Iglesia en metropolitanatos y diócesis, y se les otorgó el mismo rango a las futuras sedes patriarcales de Roma, Alejandría y Antioquía, cuyos titulares recibieron el nombre de arzobispos. La diócesis de Bizancio quedó como sufragánea del metropolitanato de Heraclea, cabeza del exarcado de Tracia. La ciudad de Constantinopla fue inaugurada el 1 de mayo de 330 y la diócesis fue elevada a arquidiócesis.

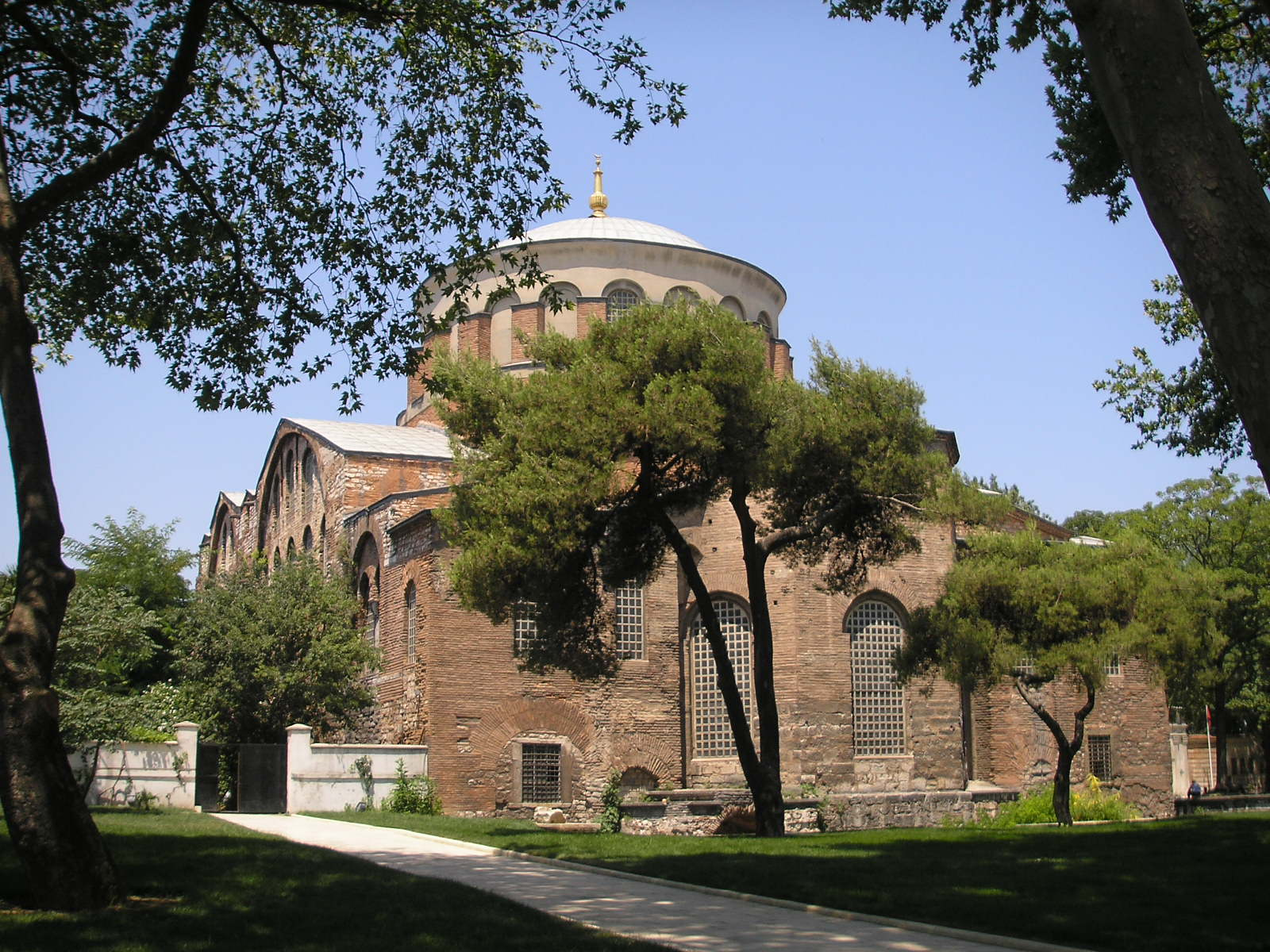
Iglesia de Santa Irene, catedral desde 337 hasta 360.

En el Segundo Concilio Ecuménico celebrado en Constantinopla en 381, se estableció que el arzobispo de Constantinopla debía tener la precedencia de honor tras el obispo de Roma, desplazando al patriarca de Alejandría. Se le otorgó derechos de inspección sobre los metropolitanatos cercanos.

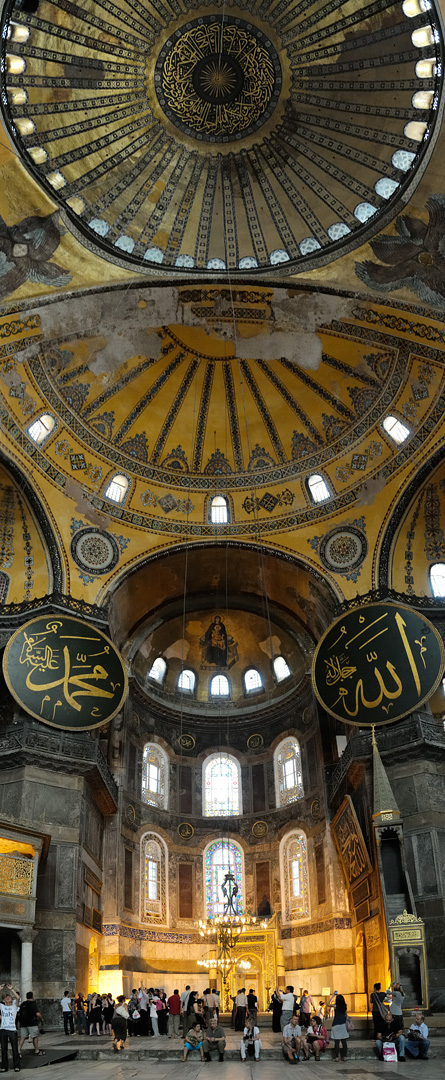
Interior de Santa Sofía (con elementos islámicos), catedral de la arquidiócesis hasta 1453.

El Cuarto Concilio Ecuménico celebrado en Calcedonia en 451 reconoció a Constantinopla el mismo primado de honor que a Roma, aunque al obispo romano se le reconocía autoridad moral sobre el resto de los patriarcados, quedando establecida la pentarquía. 
Con el fin del Imperio romano de Occidente el 4 de septiembre de 476, Roma quedó fuera del control imperial y el patriarca de Constantinopla pasó a ser referido como patriarca ecuménico, tal como fue usado en un concilio oriental en 536 y se oficializó en otro en 587.

## Territorio
El territorio de la arquidiócesis se encuentra en la provincia de Estambul. Limita al norte y oeste con el metropolitanato de Derkos; al sur con el mar de Mármara; y al este con el estrecho del Bósforo que la separa del metropolitanato de Calcedonia.
La arquidiócesis de Constantinopla tiene hoy 37 comunidades, 46 parroquias (4 de las cuales son propiedad del llamado patriarcado ortodoxo turco), 5 cementerios, 10 monasterios patriarcales y estauropégicos).
La arquidiócesis está subdividida en 6 distritos a cargo de metropolitanos titulares:
- Periferia Stavrodromion, con sede en Harbiye, comprende 8 iglesias, 3 de las cuales son parroquias rusas y una búlgara y una se encuentra en un cementerio.
- Periferia Tataoula, con sede en Fanar, comprende 7 iglesias, entre ellas la de un cementerio búlgaro y la de una comunidad rumana.
- Periferia Bósforo, con sede en Arnavutköy, comprende 13 iglesias, entre ellas la de un cementerio.
- Periferia Ypsomathia, con sede en Aksaray, comprende 11 iglesias.
- Periferia Fanar, con sede en Fanar, comprende 14 iglesias, entre ellas una parroquia búlgara y la de un cementerio.

## Catedral

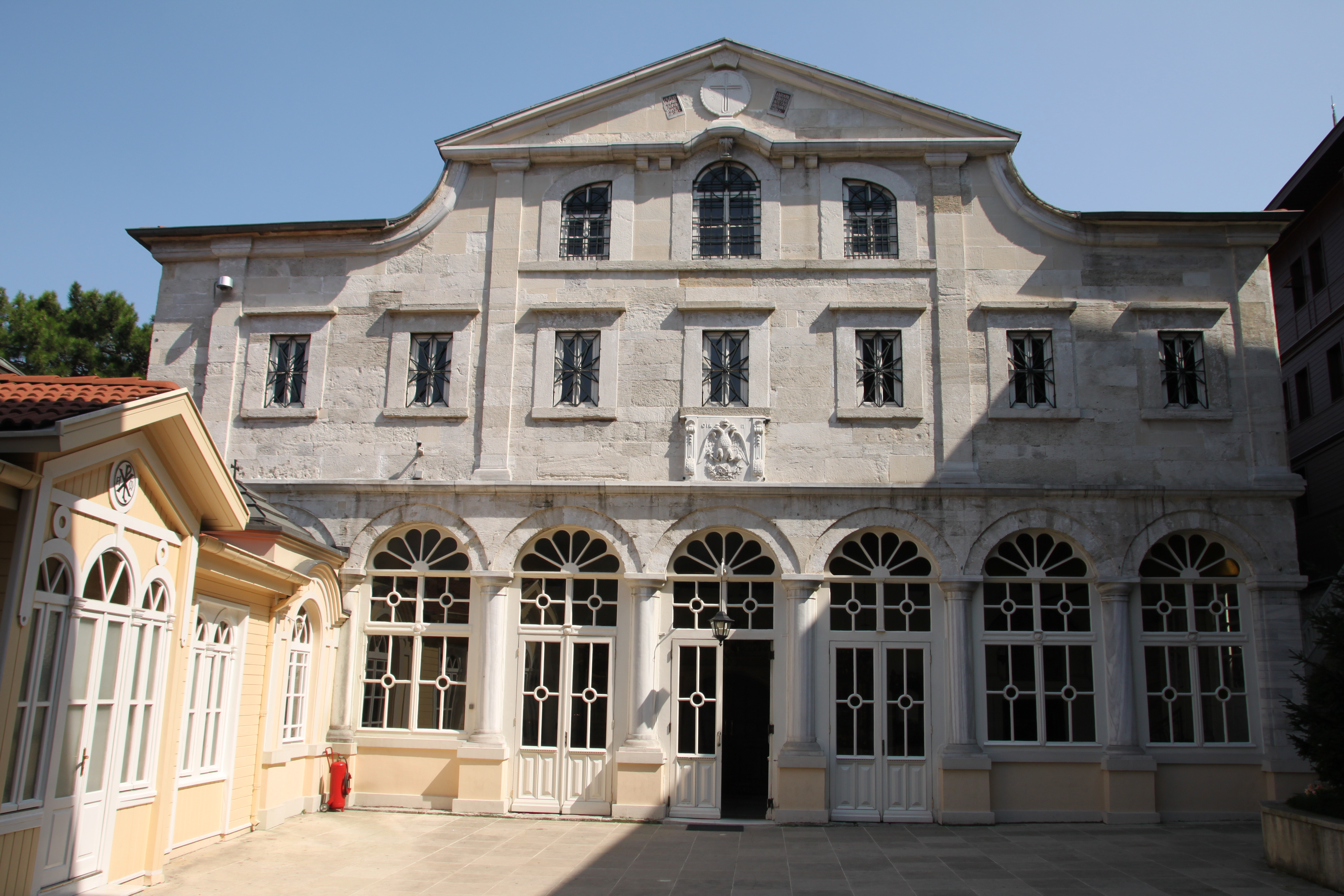
Catedral patriarcal de San Jorge.

La iglesia de Santa Irene sirvió como catedral de la arquidiócesis de Constantinopla desde 337 hasta el 15 de febrero de 360, la fecha de la dedicación de Santa Sofía. Esta iglesia fue la catedral hasta la caída de Constantinopla, excepto en el paréntesis entre 1204 y 1261 en que fue reconvertida en catedral católica de rito latino del patriarcado latino de Constantinopla, fundado por los cruzados. Tras la conquista de Constantinopla por el Imperio otomano, el edificio fue transformado en mezquita, manteniendo esta función desde el 29 de mayo de 1453 hasta 1931, fecha en que fue secularizado. El 1 de febrero de 1935 fue inaugurado como museo; en 2020 fue reconvertida una vez más en mezquita.
El patriarca Mateo II (1596–1603) trasladó la catedral al antiguo convento de San Jorge en el Fanar circa 1600, estableciendo la catedral patriarcal de San Jorge.